# Lucia Orkić
Lucia Orkić (* 22. Juni 2005 in Salzburg) ist eine österreichisch-kroatische Fußballspielerin, die zumeist als Mittelfeld- und Abwehrspielerin eingesetzt wird.

## Vereinskarriere

### Karrierebeginn
Lucia Orkić wurde am 22. Juni 2005 in Salzburg als Tochter kroatischer Eltern geboren. Im Jänner 2014 begann sie ihre Vereinskarriere beim SV Austria Salzburg, nur zwei Monate nachdem ihr zwei Jahre jüngerer Bruder Marko (* 2007) dort angemeldet worden war. Auch ihr älterer Bruder Ivan (* 2002) spielte zu dieser Zeit in der Jugend der Salzburger. Ihre Laufbahn startete Lucia Orkić in der gemischten U-9-Mannschaft von Austria Salzburg. Über die U-10 und U-11 wechselte sie in der Winterpause 2016/17 gemeinsam mit ihrem jüngeren Bruder zum SV Wals-Grünau, wo sie anfangs ebenfalls in der U-11-Mannschaft zum Einsatz kam und mit dieser ihren ersten Meistertitel feiern konnte. In der anschließenden U-12-Mannschaft waren sie und Christina Gierzinger, die später ebenfalls den Sprung in die Frauen-Bundesliga schaffte, die beiden einzigen Mädchen. Während sie in der Saison 2018/19 beim SV Wals-Grünau noch in der gemischten U-14-Mannschaft zum Einsatz kam, absolvierte sie in dieser Spielzeit auch einige Einsätze in der Salzburger U-14-Auswahl der Frauen. In der Spielzeit 2019/20, die aufgrund der COVID-19-Pandemie vorzeitig abgebrochen wurde, zeigte sich Orkić, die es bei acht Meisterschaftseinsätzen auf vier Treffer brachte, wesentlich torgefährlicher als noch in den vorangegangenen Spielzeiten.

### Wechsel in den Erwachsenenbereich
Im Jänner 2020 wechselte Orkić zum FC Bergheim, dessen erste Frauenmannschaft in der Frauen-Bundesliga spielte, während die zweite Mannschaft in der Future League – einer eigenen Liga für die zweiten Mannschaften der Bundesligisten – vertreten war. Nachdem sie bereits in der Saisonvorbereitung zu einigen Einsätzen gekommen war, debütierte die damals 15-Jährige am 6. September 2020 bei einem 3:0-Heimsieg über die zweite Mannschaft des FFC Vorderland im Erwachsenenfußball, wobei sie über die volle Spieldauer am Rasen war. Danach absolvierte sie noch einige Ligaeinsätze, ehe die Meisterschaft Ende Oktober 2020 aufgrund des „Lockdown light“ ab 3. November unterbrochen wurde. Der Ligabetrieb wurde erst Ende März 2021 wieder aufgenommen und die Meisterschaft in teilweise eingeschränkter Form zu Ende gespielt. Die Mittelfeldakteurin war dabei in 13 der 14 Meisterschaftsspiele ihrer Mannschaft zum Einsatz gekommen und hatte dabei drei Treffer beigesteuert. Mit der Mannschaft rangierte sie im Endklassement hinter der zweiten Mannschaft des SK Sturm Graz auf dem zweiten Tabellenplatz.
Gleich im ersten Saisonspiel 2021/22 kam die mittlerweile 16-Jährige am 29. August 2021 gegen den First Vienna FC zu einem Kurzeinsatz, als sie von Dragan Terzić in der 83. Spielminute für Maria Ganisl eingewechselt wurde. Am selben Tag bestritt sie auch die Partie der zweiten Mannschaft gegen die Vienna über die volle Spieldauer. In beiden Begegnungen gingen die Salzburgerinnen als Siegerinnen vom Platz. Nach einer kurzen Eingewöhnungsphase kam die 1,65 m große Spielerin bereits ab dem Herbst zu ihren ersten Einsätzen über die volle Spieldauer in der höchsten Frauenfußballliga des Landes. Einsätze in der Future League blieben die Ausnahme. Am Ende der Saison 2021/22 schrammte sie mit dem FC Bergheim nur knapp am Abstieg vorbei und wurde mit ihrem Verein mit lediglich neun Punkten aus 18 Partien Vorletzte. Orkić hatte es dabei auf 15 Erstligaeinsätze gebracht und hatte vier Partien in der Future League, in der die Mannschaft auf Rang 7 abschloss, absolviert.
Die Spielzeit 2022/23 schloss sie mit der Mannschaft auf dem achten Platz ab und war in 17 der 18 Bundesligaspiele ihrer Mannschaft im Einsatz. Auf ebenso viele Einsätze brachte sie es auch in der nachfolgenden Saison 2023/24, als sie mit dem FC Bergheim Neunter wurde und abermals nur knapp den Klassenerhalt schaffte. Nachdem sie in den beiden letzten Saisonspiel 2022/23 gegen die Vienna und die Union Kleinmünchen erstmals als Mannschaftskapitänin fungierte, hatte sie dieses Amt ab dem Frühjahr 2024 gänzlich inne. In der Saison 2024/25 kam die kroatischstämmige Defensivakteurin in 22 von 24 möglich gewesenen Meisterschaftsspielen für die Bergheimerinnen zum Einsatz. Erstmals seit mehreren Jahren konnte sich der Klub aus dem Flachgau von den hinteren Tabellenplätzen lösen, rangierte am Ende der regulären Spielzeit auf Rang 6 und beendete die anschließende Qualifikationsgruppe – bestehend aus den Plätzen 6 bis 10 – auf dem zweiten Platz.
Nachdem im Dezember 2024 bekanntgegeben wurde, dass ab der Saison 2025/26 die Frauenabteilung des FC Bergheim als FC Red Bull Salzburg Frauen in der österreichischen Bundesliga antreten soll, tritt Orkić seit Sommer 2025 in den Farben der Roten Bullen in Erscheinung.

## Nationalmannschaftskarriere

### U-19
Aufgrund ihrer kroatischen Abstammung war Orkić auch für die Nationalmannschaften des kroatischen Fußballverband spielberechtigt. Im Februar 2024 wurde die damals 18-Jährige für zwei freundschaftliche Länderspiel gegen die Alterskolleginnen aus Slowenien in die kroatische U-19-Auswahl berufen. Sie kam in beiden Spielen zum Einsatz und absolvierte mit dem Team nur etwas über einen Monat später die zweite Runde der Qualifikation zur U-19-EM der Frauen 2024. Bei den deutlichen Niederlagen gegen Österreich (1:8), Island (1:3) und Irland (0:3) Anfang April 2024 kam sie jeweils über die volle Spieldauer zum Einsatz und verpasste die Teilnahme an der EM-Endrunde deutlich.

### A-Nationalmannschaft
Nur zwei Monate später erfolgte ihre erste Einberufung in die kroatische A-Nationalmannschaft, für die sie am 4. Juni 2024 anlässlich der Qualifikation zur EM 2025 bei einem 2:0-Erfolg über den Kosovo ihr A-Teamdebüt gab, als sie in der 85. Spielminute für Petra Mikulića auf den Rasen kam. Nachdem sie im nachfolgenden Qualispiel gegen Wales nicht berücksichtigt worden war, kam sie im letzten Qualifikationsspiel, einer 0:2-Niederlage gegen die Ukraine am 16. Juli 2024, zu einem zweiten Einsatz für die Kroatinnen. Etwas über vier Monaten später brachte sie es in einem Freundschaftsspiel gegen Slowenien zu weiteren Einsatzminuten. Ende Juni bzw. Anfang Juli 2025 bestritt sie mit Kroatien die beiden letzten Spiele der Gruppenphase der UEFA Women’s Nations League 2025. Bei der klaren 0:5-Niederlage gegen Tschechien noch als Ersatzkraft im Einsatz, war sie beim nachfolgenden 2:0-Sieg über die Ukraine bereits von Beginn an im Einsatz und wurde erst in der 75. Spielminute ausgewechselt. Kroatien belegte am Ende den letzten Platz in der Gruppe B4 und war damit Absteiger in die Liga C 2027 der Qualifikation für die WM 2027.

## Erfolge
- Vizemeister der Future League: 2020/21

## Karriere neben dem Fußball
Lucia Orkić absolvierte die Höhere Bundeslehranstalt und Bundesfachschule für wirtschaftliche Berufe und Bundesfachschule für Mode Bekleidungstechnik, kurz HLWM Annahof, an der sie im Jahr 2024 mit gutem Erfolg maturierte. In einem Interview im Herbst 2021 meinte Orkić einen Beruf in der Medienbranche anstreben zu wollen, da sie an ihrer Schule auch den Zweig Kommunikations- und Mediendesign besuchte.